# Ягодка (Брянская область)
Я́годка — посёлок в Клинцовском районе Брянской области России. Входит в состав Рожновского сельского поселения.

## География
Посёлок находится в юго-западной части Брянской области, в зоне хвойно-широколиственных лесов, на правом берегу реки Вепринка, на расстоянии примерно 17 км (по прямой) к юго-западу от города Клинцы, административного центра района. Абсолютная высота — 141 м над уровнем моря.

### Климат
Климат характеризуется как умеренно континентальный, с тёплым летом и умеренно холодной снежной зимой. Среднегодовая многолетняя температура воздуха составляет 5,1 °С. Средняя температура воздуха самого тёплого месяца (июля) — 18,1 °C (абсолютный максимум — 38 °C); самого холодного (января) — −9,1 °C (абсолютный минимум — −42 °C). Безморозный период длится в среднем 153 дня. Среднегодовое количество атмосферных осадков составляет 599 мм, из которых большая часть выпадает в тёплый период. Снежный покров держится в течение 108 дней.

### Часовой пояс
Посёлок Ягодка, как и вся Брянская область, находится в часовой зоне МСК (московское время). Смещение применяемого времени относительно UTC составляет +3:00.

## Население
| 2010 | 2013 |
| ---- | ---- |
| 0    | →0   |

### Национальный состав
Согласно результатам переписи 2002 года, в национальной структуре населения русские составляли 100 % из 10 чел.